# Dizin

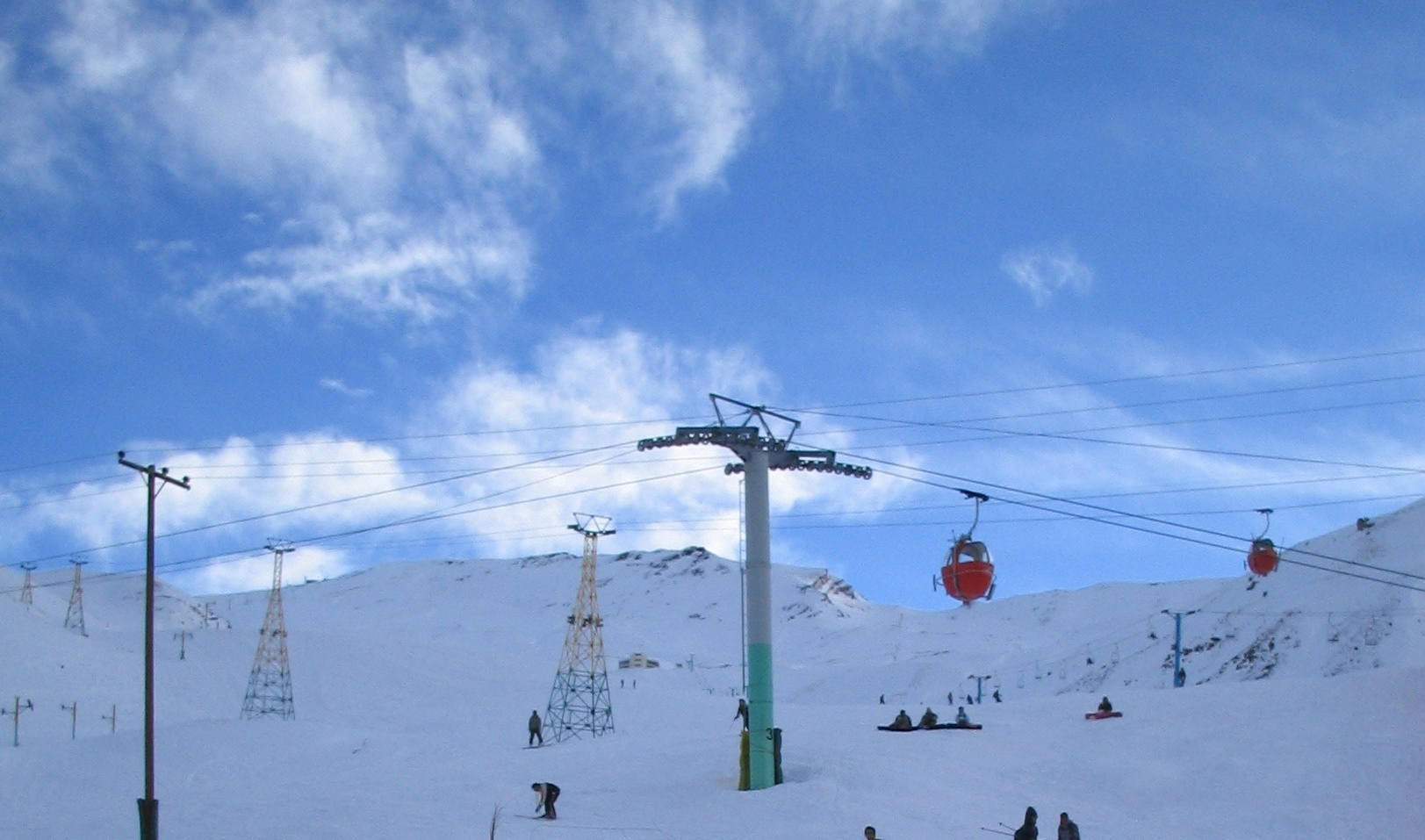
Skigebied Dizin

Dizin is een skigebied ten noorden van Teheran in het Elboersgebergte. Het is het grootste en bekendste skigebied van Iran en het Midden-Oosten.
Mede door de grote hoogte tot boven de 3600 m duurt het skiseizoen er lang. Het begint in december en duurt tot in mei.
Het skigebied werd gesticht voor de Iraanse Revolutie van 1979.